# RagTime
RagTime es un programa de computadora para autoedición de documentos científicos, técnicos y comerciales, desarrollado en Alemania en 1984 por B und E Software, para computadoras Apple Macintosh. Desde 1998 se produce además una versión para máquinas con sistema operativo Windows

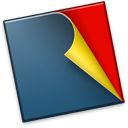

En Europa, RagTime ha sido muy exitoso (lo fue desde un comienzo) porque permite a cualquier usuario la creación de documentos muy elegantes y versátiles, mediante el manejo sencillo, en un mismo documento y aun en una misma página, de numerosos tipos de archivos, mediante la integración plena de: Procesador de textos políglota, hojas de cálculo, bancos de datos, graficador, ilustraciones en formato TIFF, dibujos, objetos programables. En muchas instituciones es la aplicación típica para elaboración, edición y publicación de informes. 
La versión actual (junio de 2025) para Mac OS y Windows es 7.0.4 Además de las características citadas arriba, estas versiones pueden generar presentaciones dinámicas programables, versiones en formatos EPSF, HTML o en PDF; y manejar archivos de vídeo y audio e importar mapas geo-referenciados en formatos DXF o SHAPE, articulados a tablas de datos en hojas de cálculo también residentes en el mismo documento. Esta posibilidad se logra mediante una extensión desarrollada por otra compañía.
Aunque RagTime se conoce en Norteamérica y en América Latina desde un comienzo, no ha tenido la aceptación y popularidad dadas por los europeos; entre las razones se aduce que: 
- RagTime durante mucho tiempo fue una aplicación exclusiva para Macintosh, plataforma que no ha sido popular en el medio técnico y científico-académico latinoamericano por sus costos más altos y por la carencia rotunda de clones
- RagTime no tiene una versión en castellano -en realidad al comienzo existió una, pero fue descontinuada- lo cual lo hace inaccesible para muchos usuarios
- La estructura, funciones, comandos de RagTime difieren de los de otras aplicaciones y se le considera como algo para el especialista pues su ciclo de aprendizaje tiende a ser algo largo, lo cual reduce el número de usuarios hábiles.